# アンブロジアーナ図書館

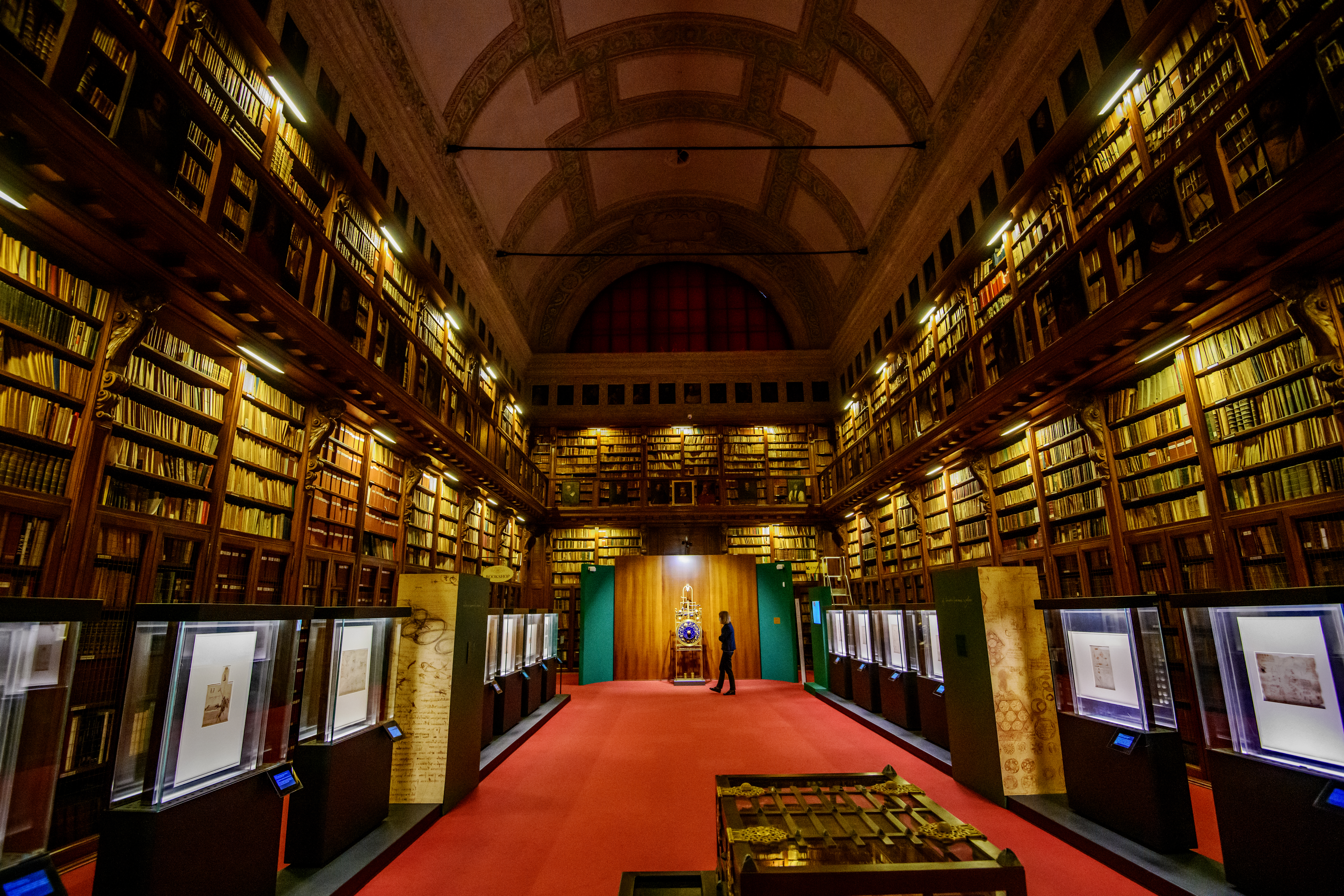
アンブロジアーナ図書館

アンブロジアーナ図書館（アンブロジアーナとしょかん、イタリア語名:Biblioteca Ambrosiana）は、イタリア・ミラノにある図書館。枢機卿フェデリーコ・ボッローメオによって1607年に設立された。同じくボッローメオ枢機卿が設立したアンブロジアーナ絵画館とともに、アンブロジアーナ館の内部に位置する。
1609年から公開された。公開の図書館としては、オックスフォード大学ボドリーアン図書館（1602年公開）、ローマ・アンジェリカ図書館（1604年公開）に次いで、西洋史上3番目とされる。また図書館に併設されている絵画館には、レオナルド・ダ・ヴィンチの『音楽家の肖像』やカラヴァッジョの『果物籠』を含む貴重な絵画コレクションがある。

## 沿革

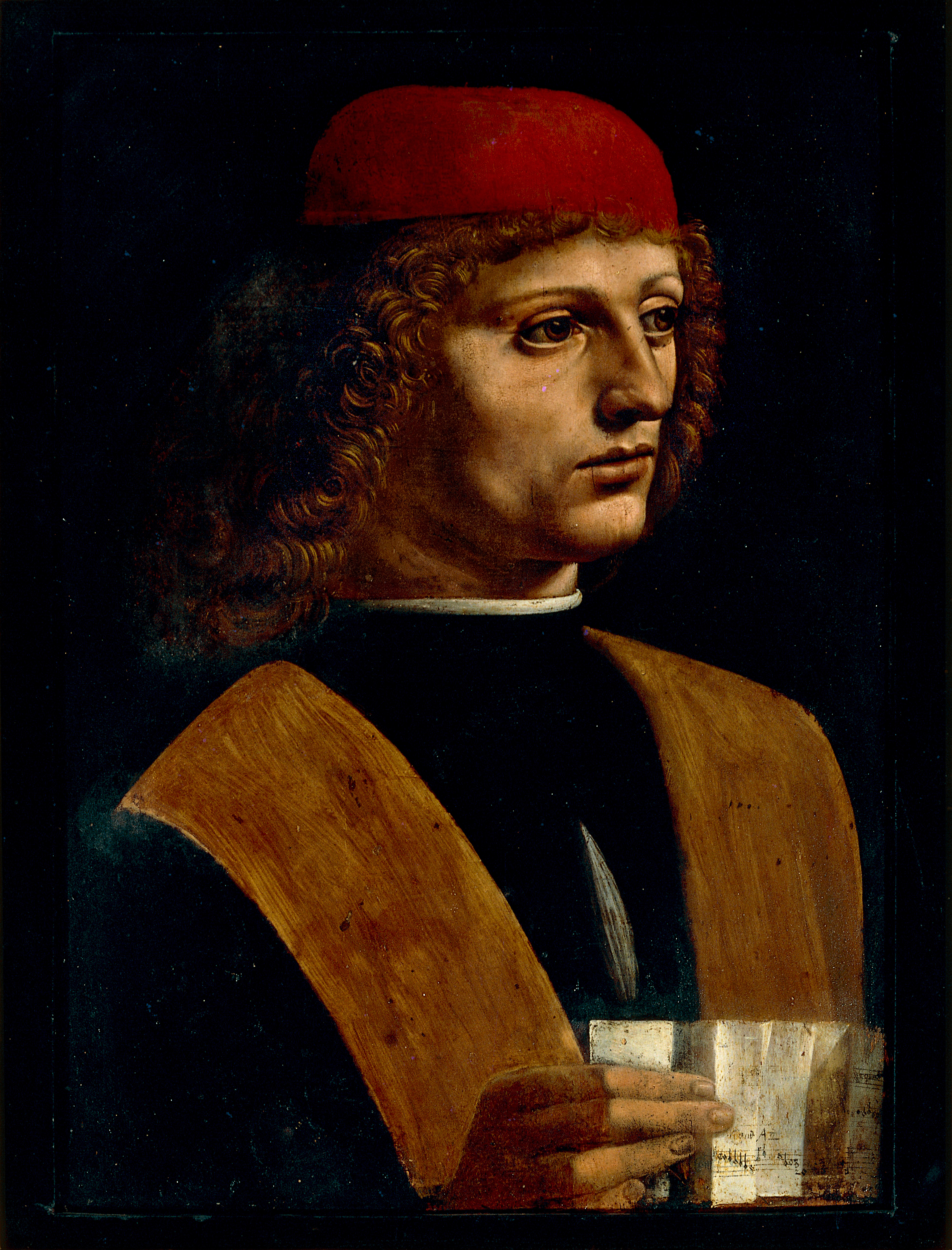
レオナルド・ダ・ヴィンチ『音楽家の肖像』(1483-1487年頃)

枢機卿フェデリーコ・ボッローメオはローマ滞在中（1585年から1595年、および1597年から1601年）に、ミラノに図書館を設立する計画を練り上げていた。ここには、カトリックの起源と伝統に関する資料収集と研究を通じて、プロテスタントによる宗教改革の進行を食い止めるねらいがあった。
ボッローメオ卿はミラノに戻ると、ヨーロッパ全土と東方諸国で手稿や写本を集める任務を密使に言い渡した。この時期、1606年にはボッビオ修道院の蔵書を、また1608年にはパドヴァの愛書家ジャン･ヴィンチェンツォ・ピネッリの蔵書を獲得している。
1603年にレリオ・ブッツィとフランチェスコ・マリア・リッキーノの監督のもと建設が開始された。1609年12月8日には閲覧室が開設された。当時、他の図書館の多くでは図書は机に鎖でつながれていたが、それとは異なりこの図書館では、読み終えたあとで壁面に沿った棚に図書を戻すスタイルがとられており、これはこのスタイルの初期の例ともされる。またこの図書館には印刷所と、ラテン語やギリシャ語の研究所もあった。
その後も規模の拡大を急いで収集がつづけられ、またそれに遺贈が加わったために、やがて建物を拡張する必要が出てきた。ボッローメオ卿はさらに絵画を所蔵する施設と、アッカデーミア（美術院）をつくることを考えてもいた。それらの目的で1611年に工事が開始された。また1618年にボッローメオ卿は絵画やデッサンをこの図書館に寄贈し、これらがアンブロジアーナ絵画館の核となった。1625年にはアッカデーミアが開設された。初期の教師のなかにはジョヴァンニ・バッティスタ・クレスピなどがいた。
1631年にボッローメオ卿が亡くなったが、収集と寄贈の受け入れは続けられた。17世紀にはダ・ヴィンチの有名な『アトランティコ手稿』12巻、ルーベンスのデッサンなど、他にも貴重な手稿が寄贈された。しかし所蔵品の一部は、ミラノがフランスの支配下に置かれた時期に徴収された。その後『アトランティコ手稿』は返還されたものの、未返還の所蔵品は少なくない。
1943年には爆撃により建物と所蔵品が重大な被害を受けた。なかでもスカラ座オペラ台本コレクションの全部が失われてしまった。その後1952年になってようやく復旧工事が始められた。
1990年から1997年にかけて、建物が新しく建て直された。

## アンブロジアーナ絵画館の所蔵品

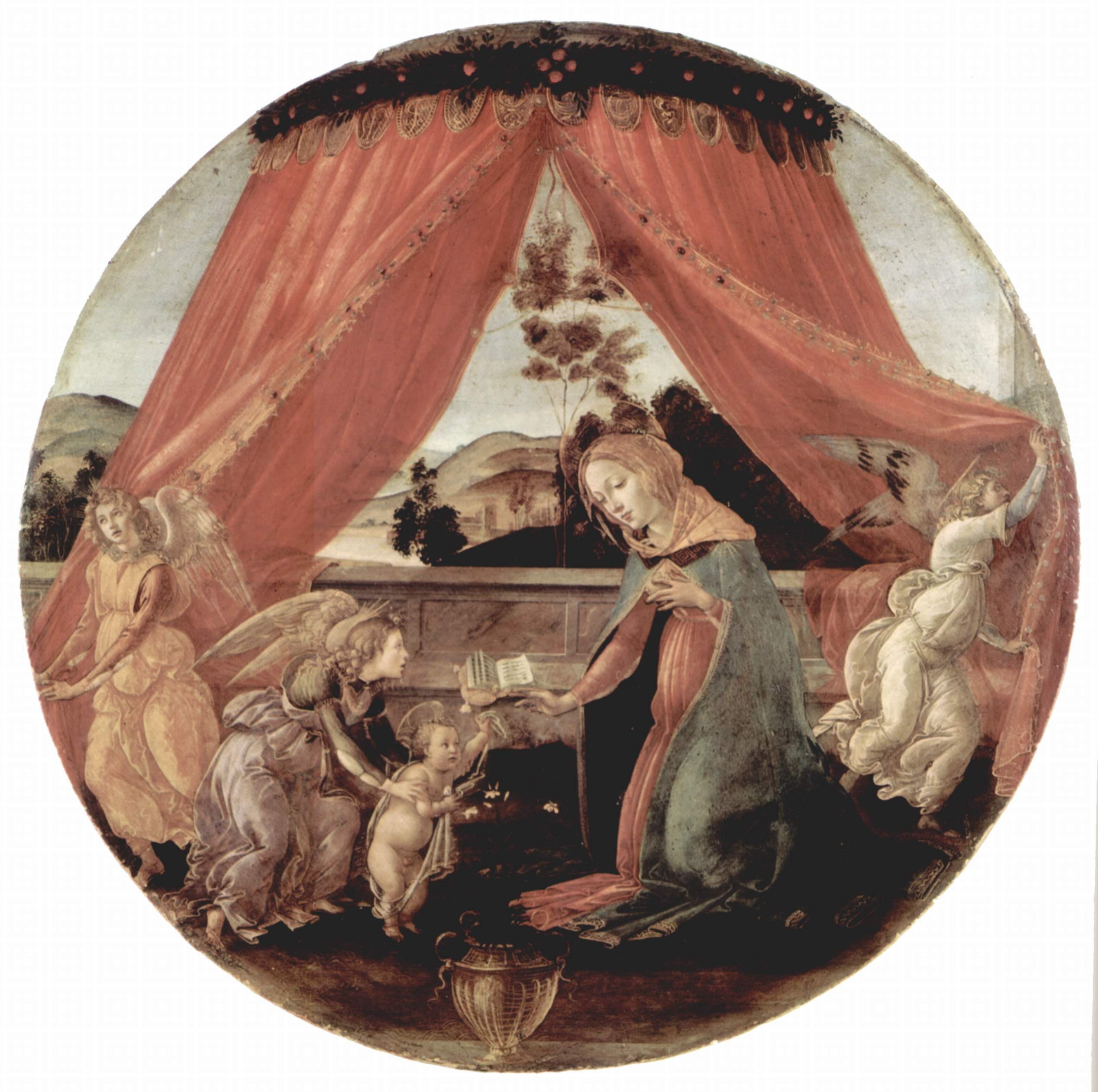
サンドロ・ボッティチェッリ『聖母子と3人の天使』 (1493年頃)
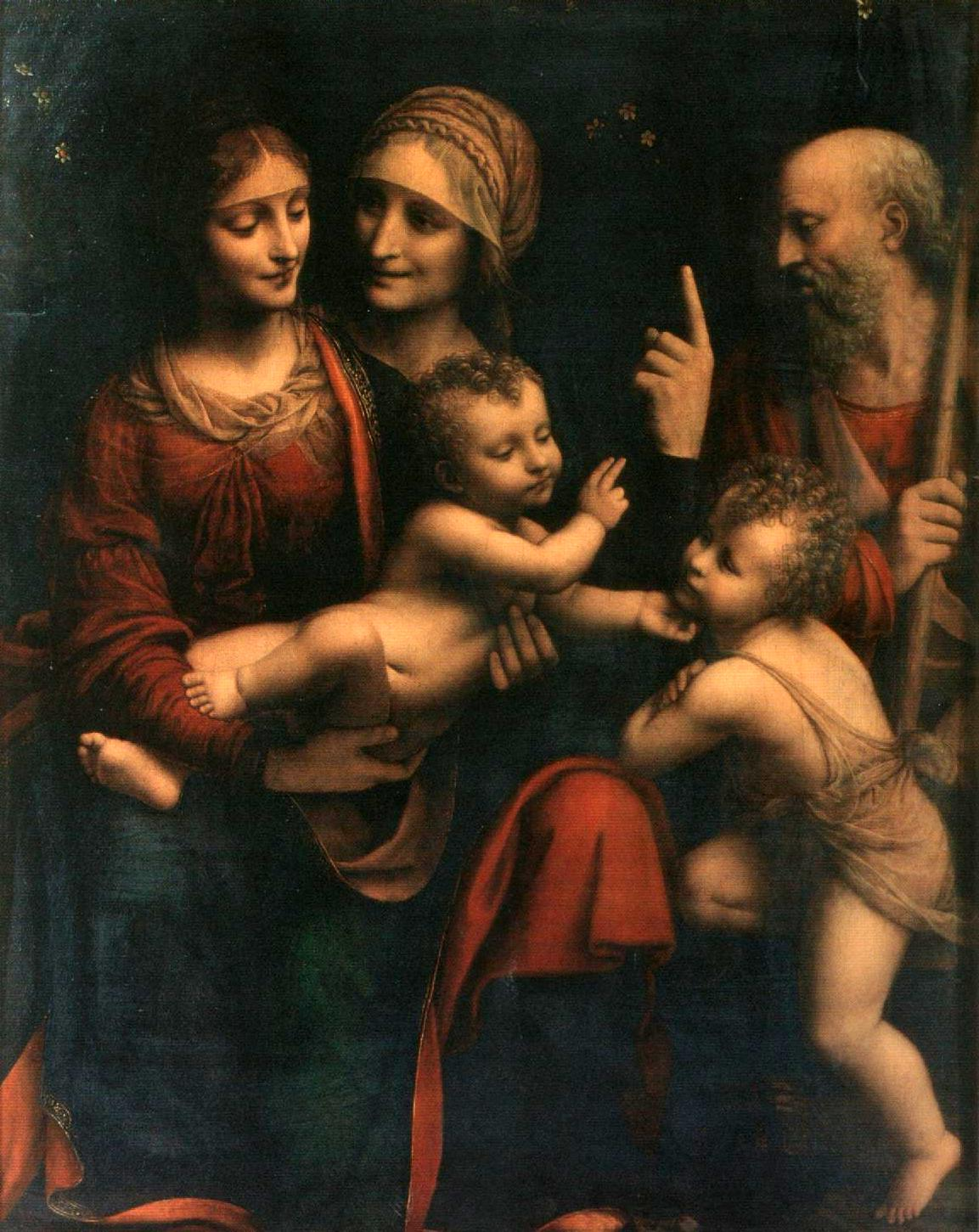
ベルナルディーノ・ルイーニ『聖家族と聖アンナ、洗礼者ヨハネ』 (1530年頃)
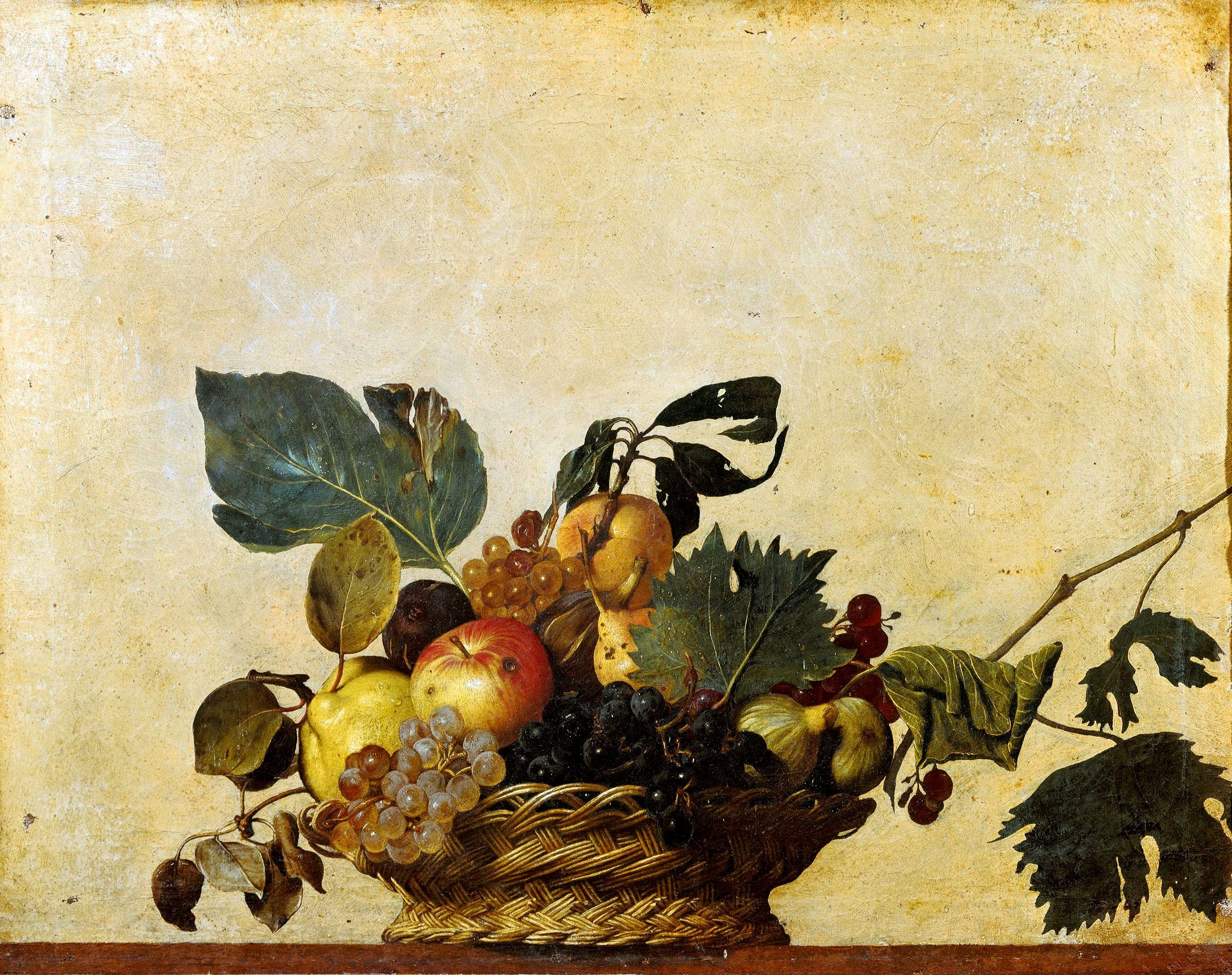
カラヴァッジョ『果物籠』 (1597-1600年頃)